# Midlothian
Midlothian (gael. Meadhan Lodainn) – jednostka administracyjna (council area) w południowo-wschodniej Szkocji, zajmujące środkową część regionu geograficzno-historycznego Lothian. Ośrodkiem administracyjnym jest miasto Dalkeith. W 2011 roku liczyła 83 450 mieszkańców, a zajmowała powierzchnię 354 km².
Jednostka ustanowiona została podczas reformy administracyjnej w 1996 roku. W całości znajduje się w granicach historycznego hrabstwa Midlothian, zajmuje jednak znacznie mniejszy obszar.